# سيرجيو ريفيرو
سيرجيو ريفيرو (بالإسبانية: Sergio Rivero)‏ هو مغني وكاتب أغاني إسباني، ولد في 1 أبريل 1986 في لاس بالماس دي غران كناريا في إسبانيا.

## وصلات خارجية
- سيرجيو ريفيرو على موقع IMDb (الإنجليزية)
- سيرجيو ريفيرو على موقع ميوزك برينز (الإنجليزية)
- سيرجيو ريفيرو على موقع ديسكوغز (الإنجليزية)